# Geometrische Produktspezifikation
Eine Geometrische Produktspezifikation (GPS) ist eine systematisierte und in Normen standardisierte Zusammenstellung von Merkmalen und Attributen zur geometrischen Charakterisierung von herzustellenden Produkten des Wirtschaftslebens.

## Grundlegendes
Damit Produkte im ökonomischen Alltag – insbesondere im industriellen Maßstab, vielleicht aber auch im Design- und Handwerksbereich – hergestellt werden können, muss eine geometrische Charakterisierung vollständiger Produkte, Baugruppen, Komponenten und Einzelteilen möglich gemacht werden. Dazu bedient man sich des einschlägigen Fachwissens über Bemaßungen, Form-, Lage-, Orts- und Richtungstoleranzen, Oberflächenrauigkeitsparameter und anderer Beschreibungsgrößen, wie sie von der Konstruktionslehre, dem Technischen Zeichnen, dem Computer Aided Design, dem Computer Aided Geometric Modeling und anderer Disziplinen her bekannt sind. Um zu einer konsistenten geometrischen Charakterisierung zu gelangen, müssen gewisse Festlegungen getroffen, Regeln vereinbart werden. Üblicherweise ist dies ein Tätigkeitsfeld, das durch Normungsgremien beackert wird.

## Technische Regelwerke
Die Geometrische Produktspezifikation (GPS) ist nach ISO 8015 ein Regelwerk, das die Spezifikation der Produktgeometrie und deren Verifikation ermöglicht.
Mit der Erarbeitung der Normen zur Geometrischen Produktspezifikation (GPS, englisch Geometrical Product Specification) sind unter anderem die folgenden Technischen Komitees befasst:
ISO/TC 213 „Dimensional and geometrical product specifications and verification“ in Zusammenarbeit mit dem
CEN/TC 290 „Geometrische Produktspezifikationen und -prüfung“.
Im Zeitalter der Globalisierung sind international verständliche Spezifikationen unerlässlich. Daher bedient man sich in der Geometriebeschreibung einer standardisierten Symbolik und verzichtet nach Möglichkeit auf beschreibende Texte.

## Festlegungsvereinbarungen in geometrischen Produktspezifikationen
Die ISO 8015 fordert die Begründung einer Geometrietoleranz durch die Funktionsgrenze des tolerierten Geometrieelements. Das bedeutet, dass das Bauteil innerhalb der Geometrietoleranz funktioniert und außerhalb nicht mehr. Damit erfolgt die Geometrietolerierung so großzügig wie möglich und führt zu einer wirtschaftlichen Fertigung und Verifikation.
Die im Sinne von Industrie 4.0 notwendige Zuwendung zur Funktionsgrenze führt zu einem Paradigmenwechsel im Verständnis von technischen Produktspezifikationen: Die Frage, ob die Geometrie eines Bauteils auch fertigungs- und prüfgerecht spezifiziert ist, richtet sich nunmehr an das Bauteildesign selbst. Eine an der Funktionsgrenze begründete Geometriespezifikation bleibt davon unberührt.
Eine GPS kann in Form von Papierzeichnungen oder mit Hilfe eines CAD-Datenmodells erfolgen. Sie muss
- vollständig (alle wesentlichen Eigenschaften müssen festgelegt sein) und
- eindeutig (es dürfen keine unterschiedlichen Auslegungen möglich sein)

sein.
Eine GPS, die die oben genannten Bedingungen nicht erfüllt, ist als Grundlage für die Fertigung und Qualitätssicherung nicht brauchbar.
Eine vollständige und eindeutige Beschreibung eines Werkstücks ist z. B. ohne Form- und Lagetoleranzen nicht möglich.
Die Beschreibung des Werkstücks muss zweckmäßig tolerierte Maße und funktionssicher tolerierte Geometrieabweichungen enthalten.
Oft werden die Toleranzen in Hinblick auf die Funktion zu genau gewählt und somit entstehen unnötige Mehrkosten in der Fertigung und Qualitätssicherung.
Im internationalen Normenwesen werden die Fertigungstoleranzen in drei Bereiche eingeteilt, und zwar in
- die dimensionelle Tolerierung von Maßen und Winkeln,
- Form-, Lage-, Orts- und Richtungstoleranzen und
- die Oberflächenbeschaffenheit bzw. Rauheitstoleranzen.

Bei der Anwendung dieser Toleranzen sind u. a. folgende Tolerierungsgrundsätze zu beachten:
- das Hüll- oder das Unabhängigkeitsprinzip,
- die Minimum-Bedingung,
- die Maximum-Material-Bedingung,
- die Minimum-Material-Bedingung,
- die Reziprozitätsbedingung,
- die Toleranzregel für Allgemeintoleranzen sowie
- die arithmetische oder die statistische Toleranzketten-Simulation.

## Normungsprozess und praktische Umsetzung geometrischer Produktspezifikationen in der Industrie
Die Erarbeitung neuer Normen und die Einbindung bestehender Normen wird durch die GPS-Matrix geregelt und organisiert. Sie basiert auf der ISO/TR 14638 „Geometrical Product Specifications (GPS) – Masterplan“.
Derzeit fehlt noch die Normung für die Funktionsspezifikation von Geometrieelementen und die Ableitung der Fertigungsspezifikation auf Basis einer GPS. Dies führt zu einer nur sehr schleppenden Umsetzung der ISO 8015 in der Industrie.